# Шевцов, Игорь Евгеньевич
Игорь Евгеньевич Шевцов (род. 4 июля 1972, Электросталь, Московская область) — советский, российский хоккеист, нападающий.

## Биография
Воспитанник «Кристалла» Электросталь, дебютировал в команде в сезоне первой лиги 1991/92, в сезонах 1994/95 — 1995/96 играл за команду в МХЛ. Затем выступал в командах ХК ЦСКА (1996/97 — 1998/99), ЦСК ВВС Самара и «Лада» Тольятти (1999/2000), «Торпедо» Нижний Новгород (2000/01), «Крылья Советов» (2000/01 — 2001/02), «Амур» Хабаровск и ЦСКА (2002/03), «Спартак» Москва (2003/04 — 2004/05), ХК МВД Тверь (2004/05), «Химик» Воскресенск (2005/06 — 2006/07), «Молот-Прикамье» Пермь (2006/07, 2007/08 — 2008/09, капитан команды), ХК «Дмитров» (2007/08), «Газпром-ОГУ» Оренбург (2008/09).
В апреле 2002 года сыграл в двух товарищеских матчах сборной России против Финляндии.
Тренер в детско-юношеских школах «Русь» и «СКА Айсберг» (Великий Новгород, 2021—2023). В сезоне 2023/24 — тренер-преподаватель в команде НМХЛ МХК «Липецк».